# 기하 마방진

도형 1: 같은 크기의 모양을 보여주는 기하 마방진

기하 마방진(幾何 魔方陣, 영어: geometric magic square)은 리 샬로스(영어판)가 2001년에 마방진을 일반화한 것이다. 원래 마방진은 가로줄, 세로줄, 대각선에 있는 합이 같은 수들의 정사각 배열이다. 반면에 기하 마방진은 가로줄, 세로줄, 대각선에 있는 기하학적 도형을 합치면 같은 모양이 되는 정사각 배열이다.